# Gevangenis van Doornik
De gevangenis in de Belgische stad Doornik is sinds 1868 in gebruik. Ze heeft een capaciteit van 176 gedetineerden.
Het complex werd gebouwd naar het model van Edouard Ducpétiaux, eerste inspecteur-generaal van het gevangeniswezen, en kwam op de plaats van de vestingwallen die waren aangelegd door Sébastien Le Prestre de Vauban. De inrichting ving tot 1948 de asociale recidiverende gedetineerden en de vrouwelijke beklaagden van het gerechtelijk arrondissement Doornik op. Daarna werden deze laatsten naar de gevangenis van Bergen overgebracht.
De gevangenis bestaat uit drie vleugels die vertrekken vanuit een centrale observatiekern in stervorm. De bouw ervan duurde van 1865 tot 1868. De architect was François-Jacques Derre. In de jaren 1920 en 1930 werden werkplaatsen gebouwd, in de jaren 1970 een nieuwe binnenplaats aangelegd, in 1989 de oude binnenplaats gemoderniseerd en in 1990 een bezoekerscomplex gebouw. Vervolgens werden de vleugels gemoderniseerd (A-vleugel in 1995, C-vleugel in 1999 en B-vleugel in 2007-2009). Er werd in 2003 een toegangscomplex en in 2008 een medische post gebouwd. In 2011-2013 werden de werkplaatsen afgebroken en heropgebouwd. Sinds 2020 worden allerlei werkzaamheden uitgevoerd, waaronder beveiligingswerken aan de inkomsas, de vervanging van de verschillende toegangsdeuren en -poorten, de inrichting van een nieuwe interne controlepost, de vervanging van verschillende elektrische en technische installaties, werken aan de hoofdkeuken, de renovatie van sanitaire voorzieningen, de volledige renovatie van de A-vleugel, verbouwingswerken aan de voormalige directeurswoning en de herinrichting van het interfonie- en communicatiesysteem.
De A-vleugel kent een open gemeenschapsregime. De B-vleugel huisvest in hoofdzaak veroordeelden, hoofdzakelijk in eenpersoonscellen. De C-vleugel huisvest zowel beklaagden als veroordeelden in observatie en bepaalde gestrafte veroordeelden die omwille van hun gedrag niet langer in de B-vleugel kunnen verblijven. De gevangenis telt ook drie werkplaatsen.